# Josef Aigner (Motorsportler)
Josef Aigner (* 19. Juni 1959 in Olching) ist ein deutscher Motorrad-Bahnrennfahrer, der im Speedway und auf der Langbahn erfolgreich war.

## Karriere
Aigner begann seine Karriere 1977 und stand erstmals 1979 als Reservist im Team für die Langbahn-WM.
Seine größten Erfolge waren der Gewinn der Deutschen Speedway-Einzelmeisterschaft 1982 in Bremen-Arsten und der 3. Platz beim Langbahn-WM Finale 1980 auf dem Eichenring in Scheeßel/D. Aigner erreichte insgesamt 5-mal zwischen 1979 und 1982 sowie 1984 das Finale der WM. In der Speedway-Bundesliga startete Aigner für den MSC Olching.
Im September 1984 bestritt Aigner sein letztes WM-Finale auf der Langbahn in Herxheim Im Jahr 1986 beendete Aigner seine aktive Rennfahrer-Laufbahn.

## Erfolge
Einzel
- Langbahn-WM Finale 1980: 3. Platz
- Deutscher Speedwaymeister 1982

Team
- Speedway-Bundesliga: MSC Olching

## Persönliches
In der deutschen Jugendzeitschrift BRAVO gab es Anfang der 80er Jahre eine sogenannte „BRAVO-Foto-Lovestory“, die in der Speedway-Szene spielte. Die Hauptperson darin waren Josef Aigner und sein Speedway-Rennfahrerkollege Peter Würterle.